# John C. Howard
John C. Howard (* 1. Juli 1930 in Los Angeles; † 28. Mai 1983 in Sherman Oaks) war ein US-amerikanischer Filmeditor.
Für seinen ersten Film Zwei Banditen erhielt Howard 1971 zusammen mit Richard C. Meyer den British Academy Film Award.
Zusammen mit Danford B. Greene wurde er 1975 für den Oscar in der Kategorie Bester Schnitt für den Film Der wilde wilde Westen nominiert.
Ein Regisseur, mit dem er bei mehreren Filmprojekten kooperierte, war Mel Brooks. Insgesamt war Howard als eigenständiger Editor bis einschließlich 1983 an 20 Film- und Fernsehprojekten beteiligt.

## Filmografie
- 1969: Zwei Banditen (Butch Cassidy and the Sundance Kid)
- 1971: Believe in Me
- 1972: A Separate Peace
- 1973: Die Waltons (Fernsehserie, 4 Folgen)
- 1973: Scalaway
- 1974: Der wilde wilde Westen (Blazing Saddles)
- 1974: Frankenstein Junior (Young Frankenstein)
- 1975: Unter Wasser stirbt man nicht (The Drowning Pool)
- 1976: Mastermind
- 1976: W.C. Fields and Me
- 1976: Mel Brooks’ letzte Verrücktheit: Silent Movie (Silent Movie)
- 1977: Marschier oder stirb (March or die)
- 1977: Mel Brooks’ Höhenkoller (High Anxiety)
- 1979: Schwingen der Angst (Nightwing)
- 1979: Americathon
- 1980: Warum sollte ich lügen? (Why Would I Lie?)
- 1981: Mel Brooks – Die verrückte Geschichte der Welt (History of the World, Part I)
- 1983: Jason, die Flasche (Romantic Comedy)